# Nieulle-sur-Seudre
Nieulle-sur-Seudre é uma comuna francesa na região administrativa da Nova Aquitânia, no departamento de Charente-Maritime. Estende-se por uma área de 20,75 km². Em 2010 a comuna tinha 1 237 habitantes (densidade: 59,6 hab./km²).